# 別れた故郷
「別れた故郷」（わかれたふるさと）は、1980年にリリースされた春日八郎のシングル。
前作の「夜行列車」に続き、中山大三郎・船村徹コンビの作品。
1980年11月18日にNHK「第24回レコード祭歌謡大会」で歌唱した。

## 収録曲
両曲共 作詞:中山大三郎／作曲:船村徹／編曲:丸山雅仁
1. 別れた故郷
2. 港のみれん雨

| スタブアイコン | サブスタブ | この項目は、まだ閲覧者の調べものの参照としては役立たない、シングルに関連した書きかけの項目です。この項目を加筆・訂正などしてくださる協力者を求めています（P:音楽/PJ:楽曲）。 |